# Hoțul Fulgerului
Hoțul Fulgerului este primul volum din seria Percy Jackson și olimpienii scrisă de Rick Riordan. Narațiunea romanului se realizează din perspectiva personajul principal, Percy Jackson, care relatează cum viața sa a luat o întorsătură neașteptată. Percy Jackson locuiește împreună cu mama sa (Sally Jackson) și tatăl său vitreg (Gabe). Protagonistul merge la o scoală pentru copii cu probleme. Acesta suferă de ADHD și dislexie. Într-o zi Percy merge într-o excursie cu clasa la muzeu fiind însoțit de către profesorul său de limba latină. Acolo eroul este atacat de către suplinitoarea sa de matematică care s-a transformat într-o creatură din mitologia greacă. Astfel, Percy Jackson primește sabia Anaklusmos pentru a se putea apăra. Protagonistul află mai târziu adevărata sa natură, și anume, cea de semizeu. El era de fapt fiul Zeului Mării (Poseidon). Prietenul său cel mai bun (Grover Underwood) este un Satir, iar profesorul său de limba latină, faimosul centaur Chiron (renumit pentru antrenarea semizeilor); toate aceste detalii le va afla tot după incidentul petrecut la muzeu.